# Lasa Vecu

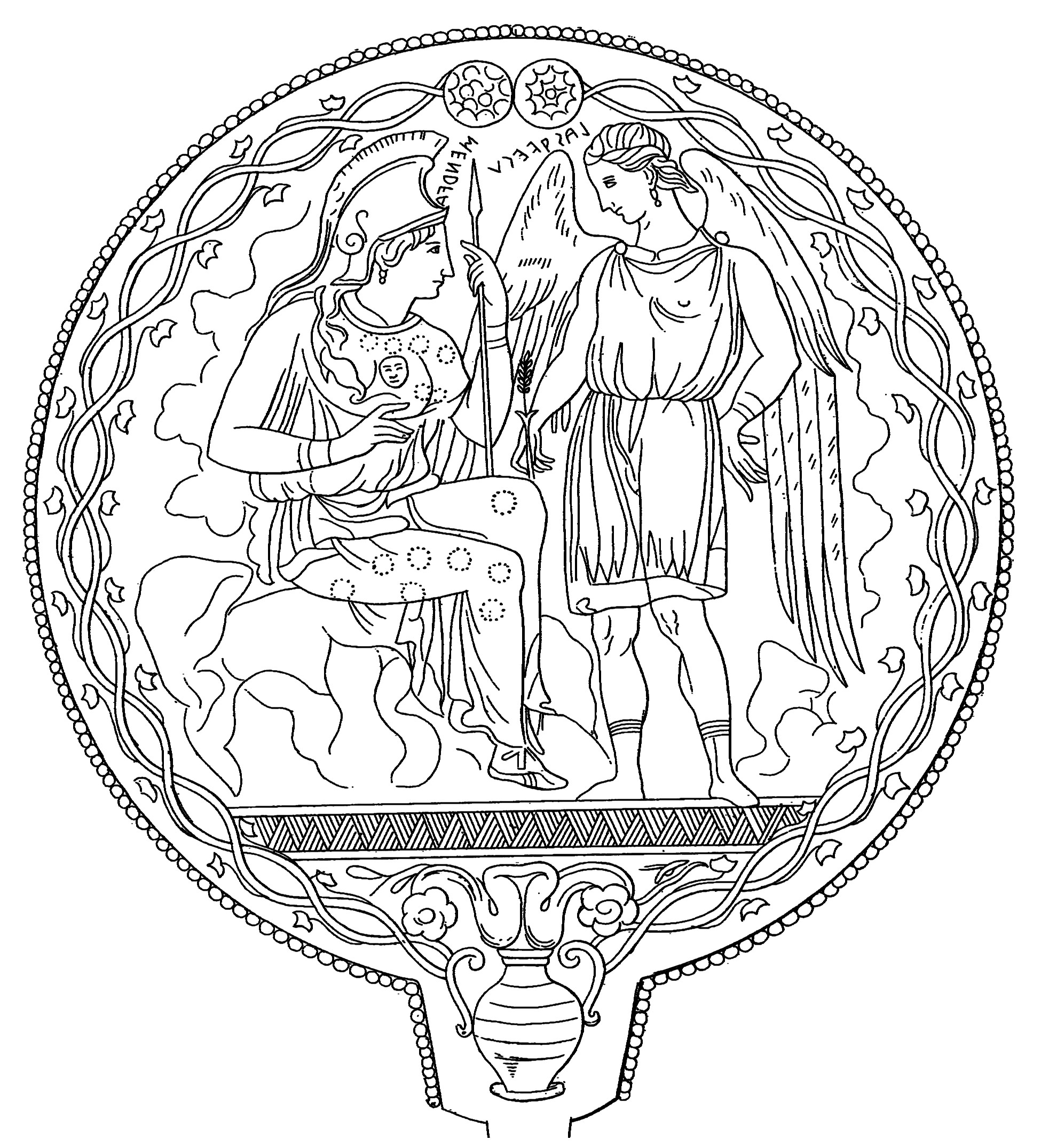
Lasa Vecu (rechts) auf einem etruskischen Bronzespiegel aus dem 3. Jahrhundert v. Chr. mit der Göttin Menrva. Sie könnten sich über eine Prophezeiung beraten.

Die Lasa Vecu, Vecui oder Vecuvia ist eine niedere etruskische Gottheit, die in der etruskischen Kunst und Literatur eine wichtige Rolle als Prophetin und Wahrsagerin spielt. Sie zählt zu den Lasen, die im etruskischen Liebeskult und als Schicksalsgöttinnen in Erscheinung treten. Die Weissagungen der Lasa Vecu wurden von den Etruskern schriftlich festgehalten. Die Römer bezeichneten sie als Nymphe Vegoia und nannten ihre Bücher die libri vegoici.

## Repräsentanz und Funktion

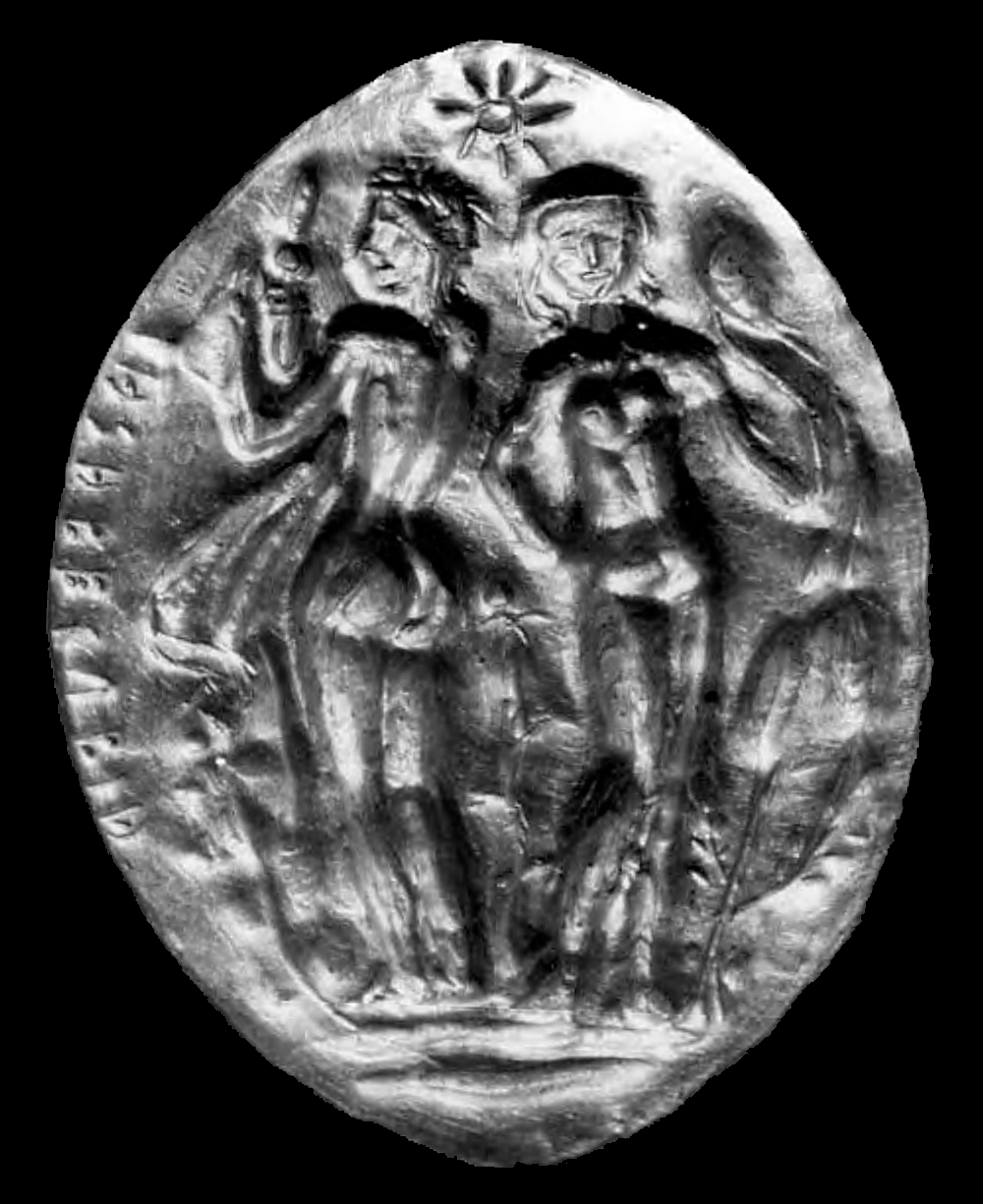
Lasa Vecuvia (links) auf einem Goldring aus dem 3. Jahrhundert v. Chr. Am linken Rand die Inschrift ihres Namens. Sie blickt vermutlich in einen Wahrsagespiegel.

Die Göttin ist nachweislich auf einem Bronzespiegel und auf einem goldenen Ring abgebildet, wo sie mit etruskischen Schriftzeichen als Lasa Vecuvia bezeichnet wird. Dieser Name wurde anscheinend von den Römern als Nymphe Vegoia oder auch Nymphe Begoë in das Lateinische übertragen. Das Wort Lasa hat vermutlich eine allgemeine Bedeutung wie Nymphe oder vielleicht besser Schutzgeist. Die Anfügung Vecu oder Vecuvia wird so zu ihrem persönlichen Namen.
Ein Bronzespiegel zeigt sie als geflügelte Begleiterin der Göttin Menrva, die in enger Verbindung zu Prophetie und Orakelwesen steht. Menrva scheint sich mit der Lasa Vecu zu beraten oder ihr Anweisungen zu geben. Auf dem Goldring ist sie zusammen mit einer weiteren Nymphe unbenannten Namens in einer Landschaft bei Sonnenaufgang zu sehen. Sie ist dem Betrachter abgewandt und blickt in einen Spiegel, vielleicht als Ausdruck ihrer Prophezeiungsgabe, da der Spiegel in Etrurien ein Instrument war, um die Zukunft vorherzusagen. Andere etruskische Spiegel zeigen ebenfalls eine solche weibliche Figur, die intensiv in einen Spiegel blickt. Man kann daher annehmen, dass auch hier die Lasa Vecu bei der Spiegelwahrsagung (Katoptromantie) dargestellt wird.
Die große Bedeutung der Lasa Vecu beruht auf ihren Prophezeiungen und Offenbarungen. Im etruskischen Mythos vermittelte sie den Etruskern die Kunst der Blitzdeutung (Blitzlehre) und die Riten der Vermessung (Limitationslehre). Diese Lehren wurden wahrscheinlich in den libri fulgurales und einem Teil der libri rituales schriftlich festgehalten. Diese Bücher waren Bestandteil der Etrusca disciplina, eines Regelwerks für die religiösen Lehren und Praktiken der Etrusker. Bereits in der Antike hat man diese Teile der Disciplina als libri vegoici bezeichnet.
Tarquitius Priscus oder Tuscus, ein Zeitgenosse Ciceros mit etruskischer Herkunft, hat vermutlich Teile der Etrusca disciplina vom Etruskischen in das Lateinische übersetzt. Darunter könnten sich auch die libri vegoici der Lasa Vecu befunden haben. Eine Übersetzung ihrer Blitzlehre wurde im Apollontempel auf dem Palatin in Rom aufbewahrt.
Aus antiken Quellen ist überliefert, dass die Etrusker einen Schöpfungsmythos kannten. Dieser dürfte ihnen von der Lasa Vecuvia mitgeteilt worden sein. Daneben könnte sie auch Prophezeiungen für diejenigen gemacht haben, die die vorgegebene göttliche Ordnung nicht eingehalten haben.

## Die Prophezeiung der Nymphe Vegoia

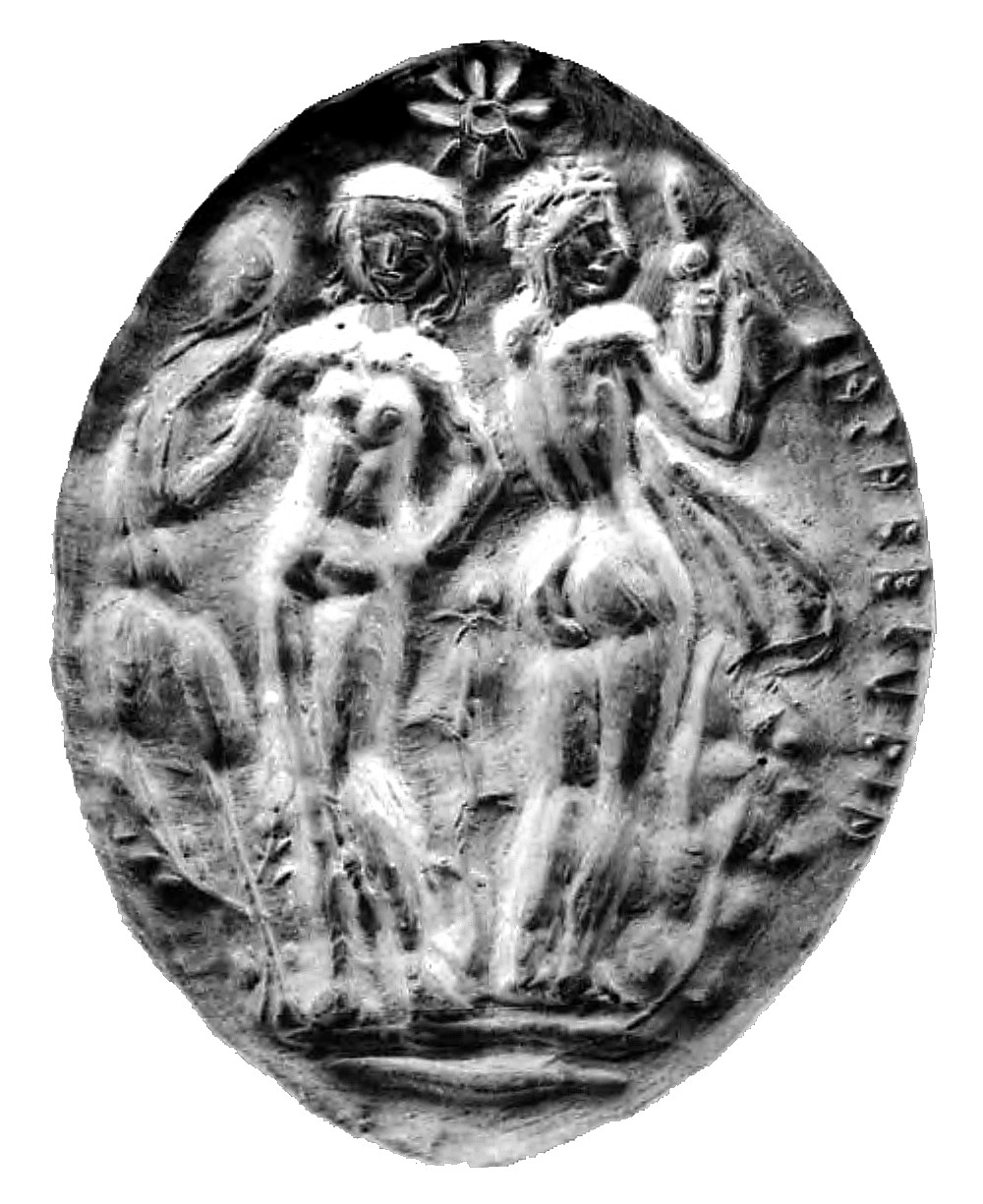
Abdruck des Goldrings mit der Lasa Vecuvia

Das einzige erhaltene Textfragment der libri vegoici stammt aus dem Corpus agrimensorum Romanorum, einem Werk zur Feldvermessung aus der Spätantike. Es handelt sich dabei um eine lateinisch verfasste Prophezeiung der Nymphe Vegoia, also der etruskischen Lasa Vecuvia. Das Fragment könnte auf die Übersetzung von Tarquitius Priscus zurückgehen. Die Nymphe Vegoia wendet sich mit ihrer Prophezeiung, die auch einen ethisch-rechtlichen Aspekt besitzt, an Arruns Veltimnus, der auf etruskisch wohl Arnth Veltimna hieß.
Idem Vegoiae Arrunti Veltymno. Scias mare ex aethera remotum. Cum autem Juppiter terram Aetruriae sibi vindicavit, constituit iussitque metiri campos signarique agros. Sciens hominum avaritiam vel terrenum cupidinem, terminis omnia scita esse voluit. Quos quandoque quis ob avaritiam prope novissimi octavi saeculi data sibi homines malo dolo violabunt contingentque atque movebunt. Sed qui contigerit moveritque, possessionem promovendo suam, alterius minuendo, ob hoc scelus damnabitur a diis. Si servi faciant, dominio mutabuntur in deterius. Sed si conscientia dominica fiet, caelerius dominus extirpabitur, gensque eius omnis interiet. Motores autem pessimis morbis et vulneribus efficientur membrisque suis debililabuntur. Tum etiam terra a tempestatibus vel turbinibus plerumque labe movebitur, fructus saepe ledentur decutienturque imbribus atque grandine, caniculis interient, robigine occidentur. Multae dissensiones in populo. Fieri haec scitote, cum talia scelera committuntur. Propterea neque fallax neque bilinguis sis. Disciplinam pone in corde tuo.
Von Vegoia an Arruns Veltymnus. Wisse, dass das Meer vom Himmel geschieden wurde. Als Jupiter das Gebiet von Etrurien für sich beansprucht hatte, befahl und gebot er, dass die Ebenen vermessen und die Felder begrenzt würden. Da er die Habgier der Menschen und ihr Verlangen nach Grundbesitz kannte, wollte er, dass alles durch Grenzsteine gesichert sei. Diese Grenzsteine werden eines Tages im ausgehenden 8. Saeculum durch die Habgier eines Menschen, der seinen ihm zugedachten Besitz verachtet und den eines anderen erstrebt, verletzt werden. Andere werden es ihm gleichtun und betrügerisch Grenzen antasten und verschieben. Aber wer an ihnen rührt und sie verändert, um seinen Besitz zu erweitern und den der anderen zu schmälern, wird wegen seines Vergehens von den Göttern bestraft werden. Wenn Sklaven es tun, werden sie in noch härtere Sklaverei fallen. Wenn der Herr dieses Vergehen gutheißt, wird seine Familie erlöschen und sein ganzes Haus untergehen. Diejenigen, die Grenzsteine versetzt haben, werden von schlimmen Krankheiten und Wunden heimgesucht werden und die Körperkraft verlieren. Die Erde wird von häufigen Unwettern und Stürmen, die sie erschüttern, verwüstet werden. Die Ernten werden oft verderben und von Regen und Hagel zerstört werden, unter starker Hitze verbrennen oder vom Rost verzehrt werden. Viel Zwietracht wird es im Volke geben. Wisse, dass solche Strafen kommen werden, wenn du diese Verbrechen begehst. Sei deshalb nicht ungläubig und lügnerisch. Senke unsere Lehren in dein Herz.
Der Text beginnt mit der Entstehung von Meer und Himmel und gibt damit einen Einblick in einen etruskischen Schöpfungsmythos. Dann wird erzählt, wie Jupiter, also der etruskische Tinia, Etrurien erobert und das Land für sein Volk unterteilt hat. Jupiter bzw. Tinia wird dadurch als Gott der Grenzen charakterisiert. Für diejenigen, die diese Grenzen verletzen, werden katastrophale Folgen vorhergesagt. Der Mythos selbst könnte in die etruskische Frühzeit zurückreichen, aber er scheint zum ersten Mal in dieser Fassung aufgeschrieben worden zu sein, als die Römer im 2. und 1. Jahrhundert v. Chr. etruskische Gebiete besetzten und neu aufteilten. Daher ist der Text auch als Warnung zu verstehen, die etruskischen Grenzen zu verändern.
Das Fragment nimmt auch Bezug zur Säkularlehre der Etrusker, nach der die Lebenszeit ihrer Zivilisation und Kultur aufgrund der Vorsehung höherer Mächte begrenzt auf eine bestimmte Anzahl von Saecula (lat. saeculum, Zeitalter, Menschenalter, Jahrhundert) begrenzt war. Die vorherbestimmte Zeitspanne betrug je nach Überlieferung acht oder zehn Saecula. Ob die Säkularlehre auf eine Offenbarung der Lasa Vecu zurückgeht, ist nicht geklärt. Im Jahr 88 v. Chr. endete nach antiker Auffassung das im Text erwähnte achte Saeculum, als die Prophezeiung der Vegoia durch die weitreichende Konfiskationen Sullas ihre Erfüllung fand.